# Geoemyda
Geoemyda es un género de tortugas de la familia Geoemydidae. Las especies de este género se distribuyen por el sur de China, Japón, Laos y Vietnam. Son ovíparas.

## Especies
Se reconocen las siguientes dos especies:
- Geoemyda japonica Fan, 1931 - Japón.
- Geoemyda spengleri (Gmelin, 1789) - Sur de China, Laos y Vietnam.